# Cá hang leo thác
Cryptotora thamicola, hay Cá hang leo thác (theo tiếng Anh: Waterfall climbing cave fish), là một loài cá vây tia trong họ Balitoridae, và là loài duy nhất trong chi Cryptotora. Nó chỉ được tìm thấy ở Thái Lan. Môi trường sống tự nhiên của chúng là karst nội địa. Cryptotora thamicola có màu hồng nhạt, có thể di chuyển trên các bề mặt nhẵn bóng hoặc thô ráp. Chúng thường di chuyển tới các dòng chảy mạnh. 
Loài cá này đã được ghi nhận từ tám địa điểm ngầm trong một hệ thống núi đá vôi lớn (thành hệ đá vôi Pang Mapha) ở tỉnh Mae Hong Son, Thái Lan. Loài cá này có phạm vi xuất hiện gần 200 km2, nhưng diện tích chiếm dụng 6 km2; các kết nối của hệ thống núi đá vôi này là không rõ, một số hang động được chắc chắn kết nối với nhau.
Loài này được tìm thấy trong tám hang động. Chúng đã được ghi nhận từ Susa (từ nơi nó lần đầu tiên loài này được thu thập tháng 5 năm 1985) và các hang động Mae Lana (Borowsky và Vidthayanon 2001). Loài này cũng có thể hiện diện trong các hang động dưới đất khác trong khu vực. Tuy nhiên, loài này chịu một mối đe dọa tiềm năng của ô nhiễm nông nghiệp mà có thể ảnh hưởng đến toàn bộ hệ thống núi đá vôi.